# 胡麻駅
胡麻駅（ごまえき）は、京都府南丹市日吉町胡麻角上にある、西日本旅客鉄道（JR西日本）山陰本線の駅である。
当駅折返しの普通列車も設定されている。以前は一部特急列車（京都方面の片道のみ）が停車していたが、2011年（平成23年）3月11日を最後に停車取止めとなった。そのため現在は普通列車のみ停車であるが、近傍の「かやぶき音楽堂」でのイベント開催日はごく一部が臨時停車する。

## 歴史
- 1910年（明治43年）8月25日：鉄道院京都線園部駅 - 綾部駅間延伸時に開設。客貨取扱開始[1]。
- 1912年（明治45年）3月1日：線路名称改定。京都線が山陰本線に編入され、当駅もその所属となる。
- 1963年（昭和38年）3月1日：貨物取扱廃止[1]。
- 1984年（昭和59年）10月1日：無人駅化[2]。
- 1987年（昭和62年）4月1日：国鉄分割民営化に伴い、西日本旅客鉄道（JR西日本）の駅となる[1]。
- 1991年（平成3年）4月1日：舞鶴鉄道部発足に伴い、その管轄となる。
- 1995年（平成7年）11月：駅舎改築工事に着手[4]
- 1996年（平成8年）3月：駅舎改築[4]。
- 2006年（平成18年）7月1日：舞鶴鉄道部廃止に伴い福知山支社直轄に戻され、西舞鶴駅の被管理駅となる。
- 2010年（平成22年）8月14日：当駅開業100周年を迎え、記念イベントが開催される。
- 2021年（令和3年）3月13日：ICカード「ICOCA」の利用が可能となる（園部駅から当駅までの各駅と、綾部駅、福知山駅、和田山駅、八鹿駅、江原駅、豊岡駅、城崎温泉駅で利用可能）[5]。
- （時期不明）：管理駅が西舞鶴駅から綾部駅へ移転したことに伴い、綾部駅の被管理駅となる。
- 2022年（令和4年）
  - 6月1日：管理駅を福知山駅に変更。
  - 10月1日：組織改正に伴い、近畿統括本部福知山管理部管轄となる。

## 駅構造
単式ホーム1面1線と島式ホーム1面2線、計2面3線を有する地上駅。駅舎は胡麻郵便局と共用の建物となっている。駅舎に面した単式ホームが1番線で、島式2・3番線へは跨線橋で連絡している。従来は1番線を上り本線、2番線を下り本線で使用していたため、通過列車制限速度は60km/hだったが、電化改良工事の際に1番線を上下本線とした1線スルー改良を行い（制限速度100km/h）、特急は全て1番線を通る。以前は一部特急が停車していたことから、ホーム有効長は7両分となっている。
福知山駅管理の無人駅。駅舎内に自動券売機が設置されている。2021年3月13日からICOCA等の全国相互利用サービスに対応した交通系ICカードが利用可能となっている（当駅から福知山駅方面においては特急列車停車駅のみ利用可能）。駅舎内にトイレがある。
1996年に改築された駅舎は、胡麻郵便局（駅舎正面の左側）と郷の駅胡麻屋（駅舎正面の右側。2006年4月1日開業）との合築となっている。なお、郷の駅胡麻屋では地元の野菜・果物・弁当・総菜・特産品などの販売を行っている。

### のりば
| のりば | 路線     | 方向 | 行先             | 備考             |
| ------ | -------- | ---- | ---------------- | ---------------- |
| 1      | 山陰本線 | 上り | 園部・京都方面   | 一部3番のりば    |
| 1      | 山陰本線 | 下り | 綾部・福知山方面 |                  |
| 2・3   | 山陰本線 | 下り | 綾部・福知山方面 | 行き違い列車のみ |

付記事項
- 当駅始発の園部・京都方面行は3番のりばから発車する。
- 以前は、日中時間帯に当駅で園部方面上り普通列車が京都方面上り特急通過待ちと福知山方面下り普通列車との行違いを行っていたため、園部方面上り列車で3番線を使う列車が多かったが、2010年3月13日ダイヤ改正で園部方面上り普通列車は通過待ちを行わなくなり、代わりに福知山方面下り列車が特急通過待ちを行うように変更された。
- 日中は園部方面上り普通列車が1番のりば、福知山方面下り普通列車が2・3番のりばを使用している。なお、行違いや通過待ちがない場合は下り列車も1番のりばを使用する。
- 1980年代までは当駅止まりの列車が平日夕方の下り列車1本のみ設定されていた[9]。

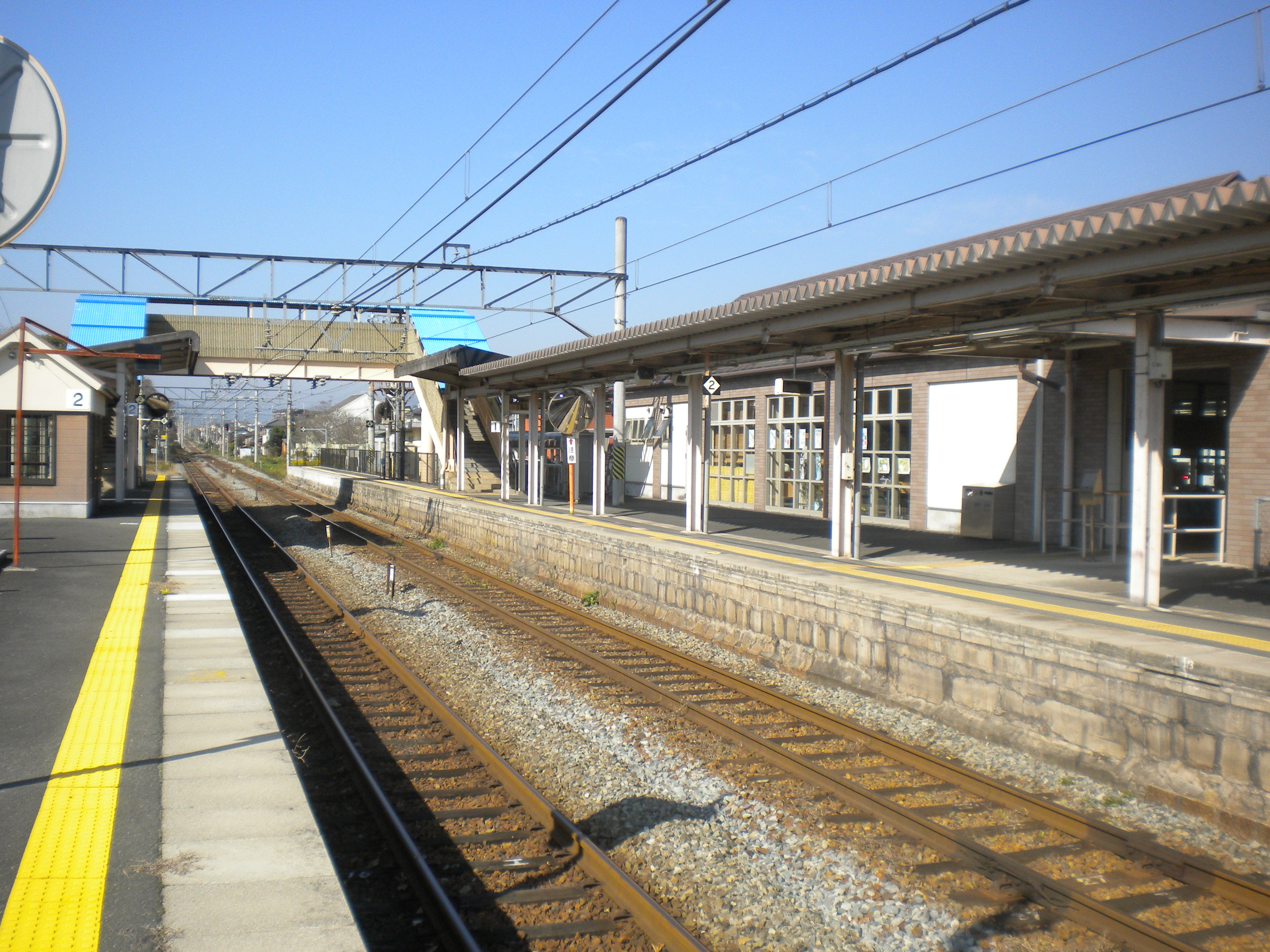
駅構内 （2009年11月）
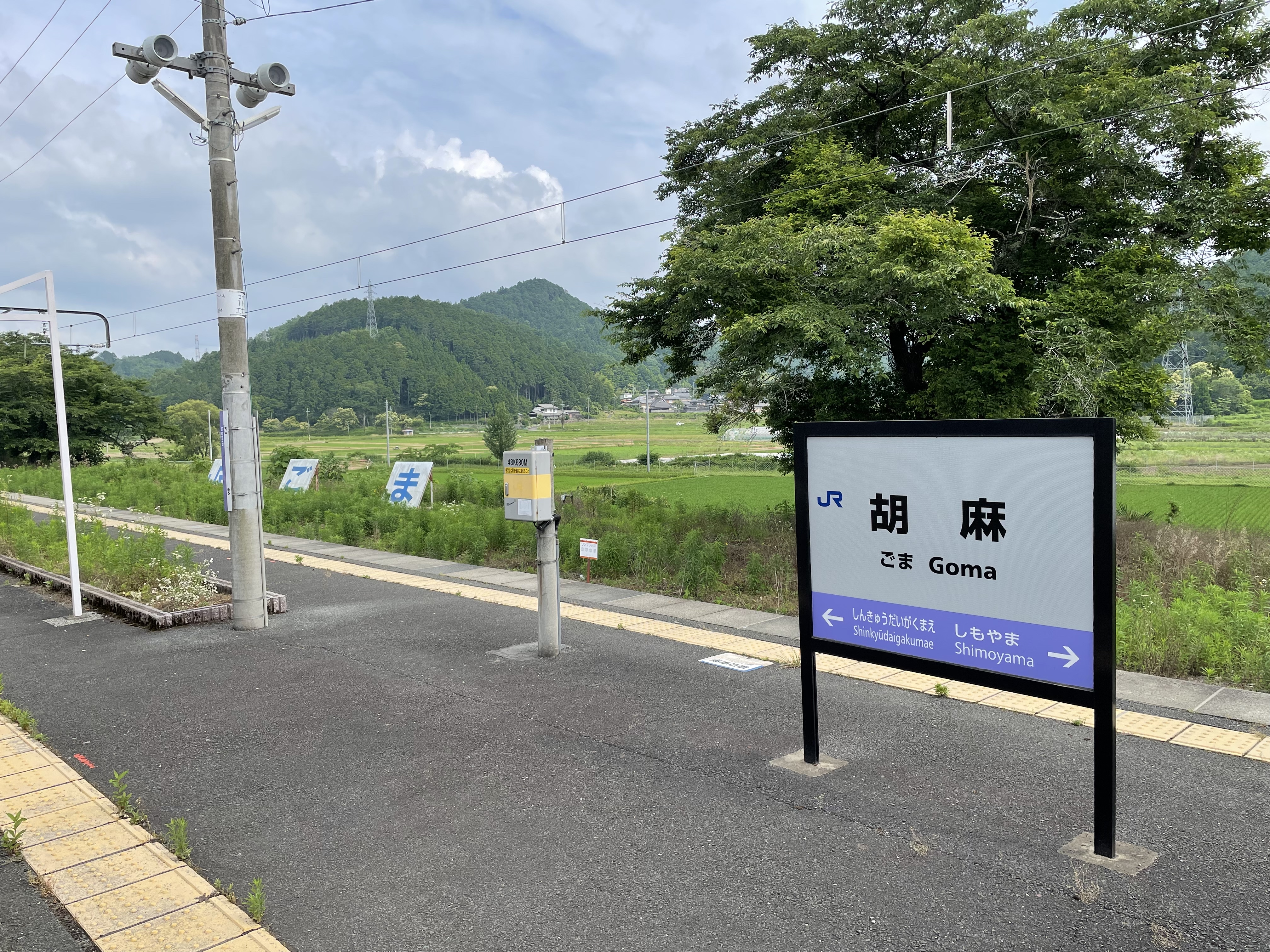
駅名標 （2022年6月）

## 利用状況
1日平均乗車人員は以下の通り。1日平均乗降人員は以下の通り。
| 年度               | 1日平均 乗車人員 | 1日平均 乗降人員 |
| ------------------ | ---------------- | ---------------- |
| 1999年（平成11年） | 436              |                  |
| 2000年（平成12年） | 397              |                  |
| 2001年（平成13年） | 405              |                  |
| 2002年（平成14年） | 386              |                  |
| 2003年（平成15年） | 397              |                  |
| 2004年（平成16年） | 397              |                  |
| 2005年（平成17年） | 392              |                  |
| 2006年（平成18年） | 400              |                  |
| 2007年（平成19年） | 367              |                  |
| 2008年（平成20年） | 351              |                  |
| 2009年（平成21年） | 348              |                  |
| 2010年（平成22年） | 364              |                  |
| 2011年（平成23年） | 358              | 716              |
| 2012年（平成24年） | 353              | 706              |
| 2013年（平成25年） | 342              | 683              |
| 2014年（平成26年） | 334              | 668              |
| 2015年（平成27年） | 328              | 654              |
| 2016年（平成28年） | 307              | 614              |
| 2017年（平成29年） |                  | 611              |
| 2018年（平成30年） |                  | 586              |
| 2019年（令和元年） |                  | 550              |
| 2020年（令和2年）  |                  | 460              |
| 2021年（令和3年）  |                  | 470              |
| 2022年（令和4年）  |                  | 458              |
| 2023年（令和5年）  |                  | 478              |

## 駅周辺
- グランベール京都ゴルフ倶楽部：JR西日本のグループ会社が運営。
- 丸山
- 南丹市立胡麻郷小学校
- かやぶき音楽堂：福井県大飯郡大飯町（現・おおい町）にある、善応寺の旧本堂を譲り受けて移築再建したもの[13]（2006年（平成18年）に国の登録有形文化財に登録された[13]）。
- 京都府道50号京都日吉美山線

### バス路線
- 南丹市営バス[14]
  - 胡麻線 日吉駅行 / 畑郷行
- 京丹波町町営バス[15]
  - 丹波日吉線 日吉駅行 / 京丹波町役場行

## その他
- 山陰本線の駅の中で標高が一番高い駅となっている。
- 上り線側のホームの傍には桜並木が植樹されている。
- かやぶき音楽堂でコンサート等が開催される場合は臨時窓口が設置されることがある。なお、カズコ・ザイラー（エルンスト・ザイラー（2017年逝去）の妻）の公演時は、行き・帰りに合わせてごく一部の特急が臨時停車する。

## 隣の駅
西日本旅客鉄道（JR西日本）
 山陰本線
鍼灸大学前駅 - 胡麻駅 - 下山駅